# ألفرد بيرغمان
ألفرد بيرغمان (بالإنجليزية: Alfred Bergman)‏ هو منافس ألعاب قوى أمريكي، ولد في 27 سبتمبر 1889 في بيرو في الولايات المتحدة، وتوفي في 20 يونيو 1961 في فورت واين في الولايات المتحدة.

## وصلات خارجية
- ألفرد بيرغمان على موقعبيزبول رفرنس.كوم (الدوري الرئيسي) (الإنجليزية)